# Sint-Janscentrum

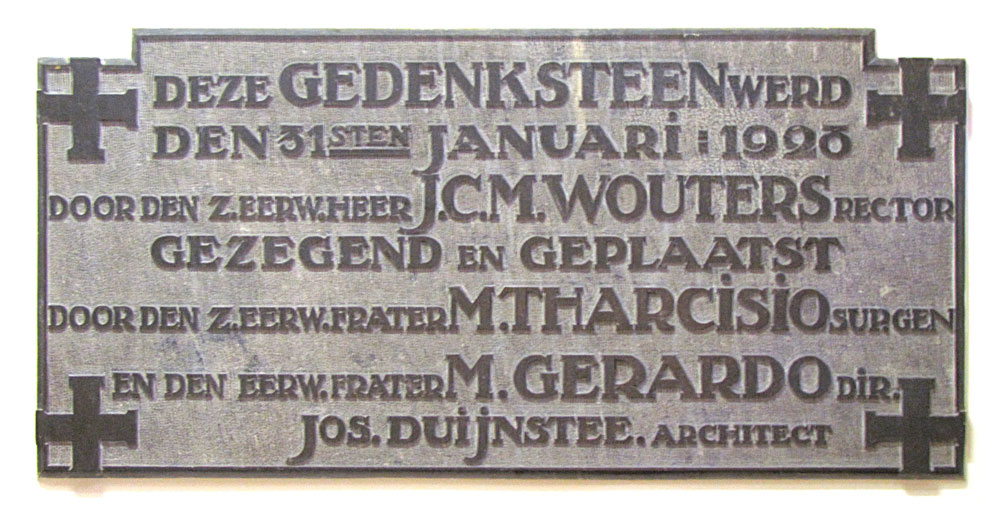
Gedenksteen in de hal

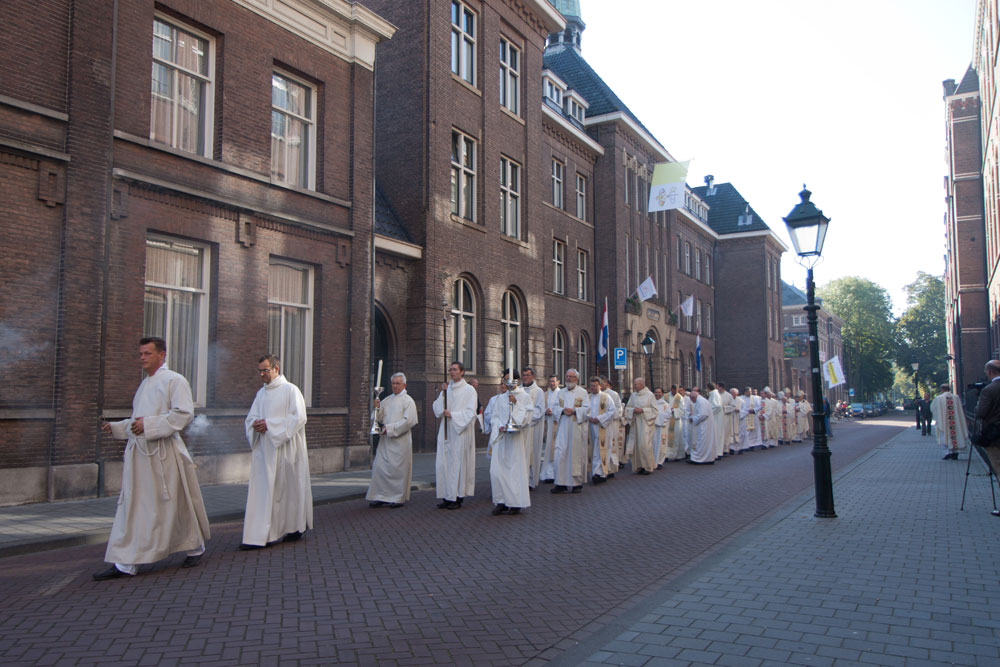
Processie tijdens 25-jarig jubileum

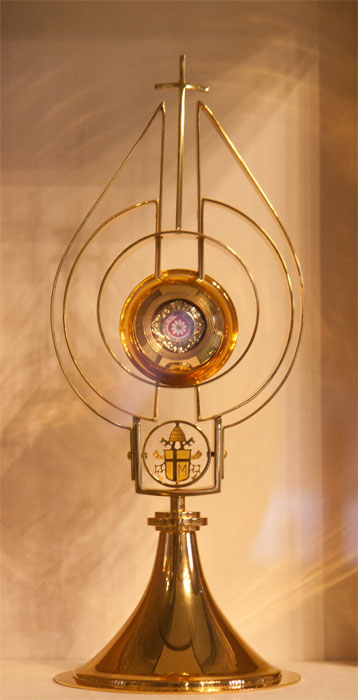
Bloedrelikwie van paus Johannes Paulus II

Het Sint-Janscentrum, gelegen aan de Papenhulst 4-6 in 's-Hertogenbosch is sinds 1987 de priesteropleiding (grootseminarie) en tevens het vormingscentrum van het bisdom 's-Hertogenbosch. 
Van 1839 tot 1967 was de Bisschoppelijke priesteropleiding gevestigd in het Midden-Brabantse Haaren (seminarie Haarendael), maar in 1967 werd het grootseminarie na een bestaan van bijna 170 jaar opgeheven.  De vorming en opleiding van toekomstige priesters werd toevertrouwd aan de Theologische Faculteiten van de Universiteiten van Nijmegen en Tilburg. Het resultaat viel, gezien het aantal te wijden priesters, tegen. Niet meer dan 27 priesters kreeg het bisdom in het seminarieloze tijdperk, dat twintig jaren duurde (1967-1987).
Bij mgr. Johannes ter Schure (ambtsperiode 1985-1998) en zijn vicaris-generaal, mgr. Wim Jacobs groeide de gedachte aan de heroprichting van het seminarie. Op 14 september 1987 was het zover en ging het seminarie van start aan de Papenhulst in een voormalig kloostergebouw van de Fraters van Tilburg, die van daaruit jarenlang het lager en voortgezet onderwijs van vele scholen hadden behartigd.
Het Sint-Janscentrum had een bijzondere band met paus Johannes Paulus II, die kort na de benoeming van bisschop Ter Schure Nederland bezocht. In aansluiting op het pausbezoek in 1985 werd in 1987 het Sint-Janscentrum opgericht.
Het Sint-Janscentrum heeft een samenwerking met de Pauselijke Universiteit Johannes Paulus II in Krakau, waardoor seminaristen een academische graad kunnen behalen die zowel door de kerkelijke als door de burgerlijke overheid erkend wordt. Om deze verschillende verbindingen met paus Johannes Paulus II te bevestigen, ontving het Bossche grootseminarie bij gelegenheid van het 25-jarige jubileum een bloedrelikwie van paus Johannes Paulus II.  Het Sint-Janscentrum heeft daarnaast vriendschapsverbanden met onder andere de Ruhr-universiteit te Bochum.

Eerste rector was mgr. drs. Antoon Hurkmans (1987-1998), die in laatstgenoemd jaar bisschop van het bisdom 's-Hertogenbosch werd. Zijn opvolger was drs. Jeroen Miltenburg (1999-2009), die daarna deken van Tilburg werd. Sinds september 2009 is Filip De Rycke de derde rector van het seminarie, nog steeds gevestigd in het vroegere fraterhuis, in 1928 ontworpen door de architect Jos Duijnstee.
Vooraf aan de oprichting van het seminarie werd het Sonnius Priesterfonds opgericht, dat de materiële zaken van het seminarie behartigt. Tevens is aan het seminarie een gebedskring verbonden, waarvan de meerdere duizenden leden door hun gebed en offer de priesteropleiding ondersteunen.
Op zaterdag 8 september 2012 werd het zilveren jubileum van het Sint-Janscentrum op feestelijke wijze gevierd met meer dan 750 deelnemers.